# Haloschizopera phyllura
Haloschizopera phyllura är en kräftdjursart som beskrevs av Noodt 1964. Haloschizopera phyllura ingår i släktet Haloschizopera och familjen Diosaccidae. Inga underarter finns listade i Catalogue of Life.